# Gslapt
Gslapt — компьютерная программа, предоставляющая графический интерфейс для менеджера пакетов Slapt-get, используемый в Slackware-подобных дистрибутивах операционной системы Linux.

## Функции
Настройки:
- Выбор рабочего каталога для хранения служебной информации и загруженных пакетов программ. Удаление загруженных пакетов программ из рабочего каталога.
- Управление исключениями.
- Управление репозиториями.
- Добавление GPG-ключей репозиториев.

## Используемые программные компоненты
- GTK+ — для отображения графического интерфейса.